# 杨初桂
杨初桂（1932年—），女，侗族，贵州天柱人，中华人民共和国政治人物，曾任贵州省妇联主任，第六、七、八届全国人大代表、常委会委员。